# Grotte

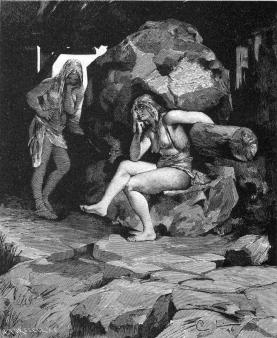
Fenja och Menja vid Grottekvarnen. Xylografi av Carl Larsson.

Grotte är i nordisk mytologi världskvarnen som maler guld åt Frode och reglerar stjärnornas rörelser. Kvarnen kan också mala fred och lycka eller krig och undergång. De två kvarnstenarna var så tunga att ingen människa kunde mala med kvarnen. Det berättas i Grottesången i Poetiska Eddan att kvarnen var i tjänst hos den danske kungen Frode, som under ett besök hos kungen i Svitjod inköpte två jättinnor, Fenja och Menja, som därefter skötte den. Därmed stärktes Frodefreden och kulten kring guden Frej. 
Förmodligen var Frode och Frej olika namn på samma kung respektive gud och somliga tror att Frejs tjänare Bejla och Byggvir kan vara desamma som Fenja och Menja.

## Politiskt begrepp
Sagan om Grotte har haft politisk och social betydelse i 1900-talets Sverige, då den ligger till grund för Viktor Rydbergs stora dikt Den nya Grottesången — en indignerad allegori över arbetarklassens villkor under den framväxande industrialismen. Det är omvittnat av många, bland annat Ernst Wigforss, att ledande socialdemokrater tog djupa intryck av detta verk. Författaren Folke Fridells debutbok, arbetarskildringen Tack för mig – grottekvarn, är ett ytterligare exempel.